# Francesco Moriero
Francesco Moriero (né le 31 mars 1969 à Lecce, Italie), est un footballeur italien, qui jouait milieu de terrain-ailier avec l'Inter Milan et avec l'équipe d'Italie avant de devenir entraîneur.

## Biographie
Moriero a disputé 272 matches en Serie A et marqué 22 buts.
Moriero a été sélectionné à huit reprises en équipe nationale, avec laquelle il a marqué deux buts.
Il a participé à la coupe du monde de 1998 (quatre matches disputés et un quart de finale perdu contre l'équipe de France).
Il est nommé sélectionneur des Maldives le 21 octobre 2021 en remplacement de Martin Koopman.

## Carrière

### Joueur
- 1985 - 1992 :  US Lecce
- 1992 - 1994 :  Cagliari Calcio
- 1994 - 1997 :  AS Rome
- 1997 - 2000 :  Inter Milan
- 2000 - 2001 :  SSC Naples

### Entraîneur
- 2006-2007 :  Africa Sports National
- 2007-2008 :  SS Virtus Lanciano
- 2008-2009 :  FC Crotone
- Septembre 2009-Avril 2010 :  Frosinone Calcio
- Septembre 2010-Janvier 2011 :  Grosseto
- 2011-2012 :  FC Lugano
- 2012-Octobre 2012 :  Grosseto
- Fév. 2013-2013 :  Grosseto
- 2013-Oct. 2013 :  US Lecce

## Palmarès
- Vainqueur de la Coupe UEFA en 1998 avec l'Inter Milan